# 1454년

## 연호
- 명(明) 경태(景泰) 5년
- 북원(北元) 첨원(添元) 2년
- 일본(日本) 교토쿠(享徳) 3년
- 후 레 왕조(後黎朝) 지엔닌(延寧) 원년

## 기년
- 명(明) 대종 경태제(代宗 景泰帝) 5년
- 북원(北元) 에센 타이시(Эсэн тайш хаан) 2년
- 조선(朝鮮) 단종(端宗) 2년
- 후 레 왕조(後黎朝) 인종(仁宗) 12년

## 사건
- 세종실록지리지

## 탄생
- 3월 9일 - 이탈리아의 탐험가 아메리고 베스푸치. (~1512년)

### 미상
- 조선의 이자견(李自堅)
- 조선 전기의 문인, 교육자, 성리학자 김굉필(金宏弼)·홍윤덕(洪潤德). (~1504년)
- 조선의 초기의 문신 조위(曺偉). (~1503년)
- 조선의 정수강(丁壽崗)

## 사망
- 조선의 윤계동(尹季童)
- 조선의 정효전(鄭孝全)
- 조선의 김효성(金孝誠)
- 조선 초기의 문신, 공신 한명진(韓明溍). (1426년~)
- 조선 초기의 문신 정분(鄭苯)·조순생(趙順生). (1394년~)
- 조선의 신자근(申自謹)
- 조선의 문신 남휘(南暉)